# Sainte-Christine, Québec
Sainte-Christine är en kommun av typen socken (municipalité de paroisse) i provinsen Québec i Kanada. Den ligger i regionen Montérégie, i den sydöstra delen av landet, 260 km öster om huvudstaden Ottawa. Antalet invånare var 772 vid folkräkningen 2021. Landarean är 92 kvadratkilometer.